# Herb powiatu białostockiego
Herb powiatu białostockiego – jeden z symboli powiatu białostockiego, ustanowiony 20 września 2001.

## Wygląd i symbolika
Herb przedstawia na tarczy dwudzielnej z lewa w skos w polu górnym czerwonym srebrnego orła ze złotym dziobem, szponami i takąż koroną na głowie, a w polu dolnym złotym głowę łosia brązową.